# Église évangélique-luthérienne de Lettonie

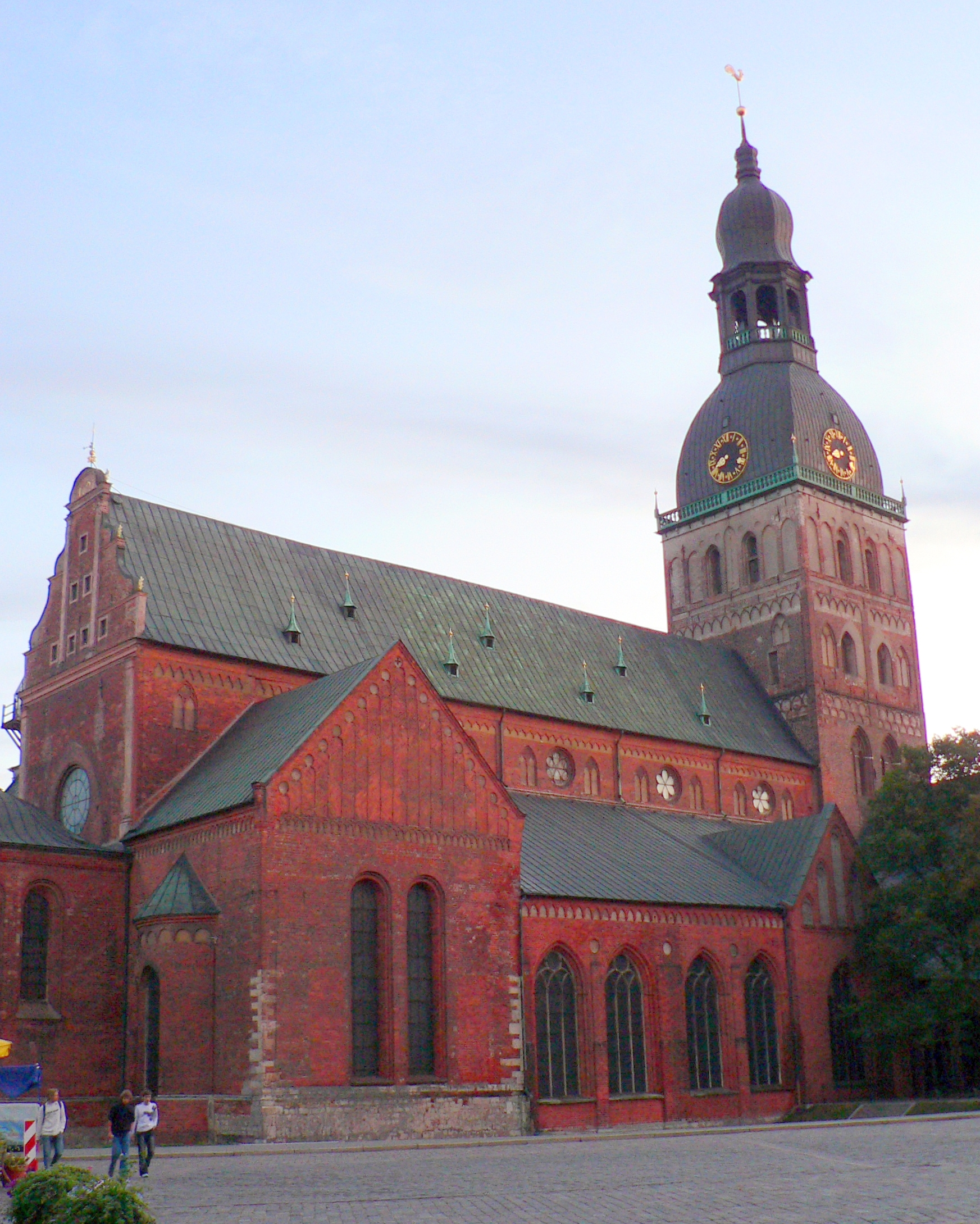
Cathédrale luthérienne de Rīga

La Latvijas Evaņģēliski luteriskā baznīca (Église évangélique-luthérienne de Lettonie) est une Église luthérienne en Lettonie.
L'Église est membre de la Fédération luthérienne mondiale et observatrice à la Communion de Porvoo.